# Prato Calcio a 5 2002-2003
Questa pagina raccoglie i dati riguardanti il Prato Calcio a 5, squadra di calcio a 5 militante in serie A, nelle competizioni ufficiali della stagione 2002-2003. Lo sponsor principale è stato "Furpile SpA".

## Rosa
| N° | Naz.                                     | Ruolo      | Sportivo             | Anno       |  |  |
| -- | ---------------------------------------- | ---------- | -------------------- | ---------- |  |  |
|    | Italia (bandiera)                        | POR        | Claudio Fiori        | 06.01.1970 |  |  |
|    | Italia (bandiera)                        | POR        | Nicola Giannattasio  | 15.12.1980 |  |  |
|    | Italia (bandiera)                        | POR        | Matteo Trinci        | 02.07.1981 |  |  |
|    | Italia (bandiera)                        | DIF        | Franco Bernardi      | 27.08.1982 |  |  |
|    | Paraguay (bandiera)                      | DIF        | Carlos Chilavert     | 05.08.1976 |  |  |
|    | Brasile (bandiera)                       | DIF        | Claudinho            | 15.05.1977 |  |  |
|    | Italia (bandiera)                        | LAT        | Cristian Busato      | 06.12.1976 |  |  |
|    | Argentina (bandiera)                     | LAT        | Pablo Ranieri        | 23.12.1978 |  |  |
|    | Brasile (bandiera)                       | LAT        | Eduardo Silvestri    | 15.02.1983 |  |  |
|    | Brasile (bandiera)                       | UNI        | Leonardo Carnevale   | 14.05.1986 |  |  |
|    | Italia (bandiera) · Sudafrica (bandiera) | UNI        | Andrea Cristoforetti | 21.12.1974 |  |  |
|    | Italia (bandiera)                        | UNI        | Massimo Quattrini    | 26.09.1968 |  |  |
|    | Brasile (bandiera) · Italia (bandiera)   | UNI        | André Vicentini      | 17.06.1977 |  |  |
|    | Italia (bandiera)                        | PIV        | Andrea Bearzi        | 28.10.1975 |  |  |
|    | Italia (bandiera)                        | PIV        | Vincenzo Di Lauro    | 29.10.1982 |  |  |
|    | Italia (bandiera)                        | PIV        | Andrea Rubei         | 20.12.1966 |  |  |
|    | Brasile (bandiera)                       | PIV        | Sandrinho            | 15.06.1973 |  |  |
|    | Spagna (bandiera)                        | Allenatore | Jesús Velasco        | 02.01.1967 |  |  |